# Louis de Gonzague
Pour les articles homonymes, voir Saint-Louis-de-Gonzague.
Pour les autres membres de la famille, voir Maison Gonzague.
Louis de Gonzague (en italien : Luigi Gonzaga), né le 9 mars 1568 à Castiglione delle Stiviere et mort le 21 juin 1591 à Rome, est un membre de la Maison de Gonzague, étudiant jésuite, mort au service des pestiférés. Il sera canonisé en 1726.

## Biographie

### Naissance dans une famille noble
Membre de l'illustre Maison de Gonzague qui régna notamment sur le marquisat puis duché de Mantoue et donna des impératrices à l'empire, une reine à la Pologne et une duchesse à la Lorraine, Louis de Gonzague naît le 9 mars 1568 à Castiglione delle Stiviere, sous la république de Venise, aujourd'hui province de Lombardie, en Italie. Il est le premier fils de Ferdinand Ier Gonzague (1544-1586), seigneur puis marquis de Castiglione et de Marta Tana de Santena (1550-1605), et l'aîné d'une famille de dix enfants. Sa mère prend un soin particulier de son éducation religieuse.

### De la cour de Philippe II au noviciat des Jésuites
En 1581, à l'âge de treize ans, il devient page à la cour du roi Philippe II d'Espagne. La vie de cour, avec son luxe et laxisme moral, le laisse profondément insatisfait. Il s’impose déjà des actes de pénitence pour se prémunir contre l’indolence des mœurs de la cour espagnole. Il souhaite un style de vie plus évangélique.
Sa vocation religieuse arrivant à maturité, le 2 novembre 1585 il renonce solennellement, en faveur de son frère cadet Rodolphe II de Castiglione (1569-1593), à ses droits héréditaires aux marquisats de Mantoue et de Castiglione et part pour Rome. Son père, d’abord opposé à cette vocation religieuse, l’acceptera plus tard.
Par l'entremise du comte d'Olivarès, ambassadeur d'Espagne auprès du Saint-Siège, il est présenté au pape Sixte V, qui lui donne sa bénédiction le 23 novembre 1585. Deux jours plus tard, il entre au noviciat de Saint-André du Quirinal.
À part quelques interruptions pour raison de santé ou de famille, Louis de Gonzague passe six ans à Rome. Il prononce ses premiers vœux le 25 novembre 1587, à l'âge de 19 ans, et commence ensuite au Collège romain ses études universitaires, où il est placé sous la direction spirituelle de Robert Bellarmin. Par tradition familiale, il est habitué au commandement ; aussi, dans la vie religieuse, il doit souvent lutter contre sa volonté propre dans l’obéissance religieuse qui lui est demandée. Au cours des années, comme tout autre étudiant jésuite, il exerce les fonctions de lecteur et d'acolyte. Le temps qui n’est pas pris par les études est passé dans la prière et les œuvres de charité.

### Mort prématurée au service des pestiférés de Rome
En 1591, une épidémie de peste se déclarant à Rome, les jésuites du Collège romain se mettent au service des malades. Un témoin se souvient avoir vu Louis de Gonzague, surmontant un dégoût personnel, porter un pestiféré sur ses épaules pour le conduire à l’hôpital. Il est lui-même atteint par la peste et en meurt le 21 juin 1591, âgé de vingt-trois ans.
En 1606, soit deux ans après sa béatification, paraît à Rome la Vie du bienheureux Louis de Gonzague (en italien : Vita del beato Luigi Gonzaga), sa première biographie, rédigée par Virgile Cépari, qui fut l'un de ses compagnons au Collège romain. Elle reste aujourd'hui la référence sur la vie du saint.

## Vénération

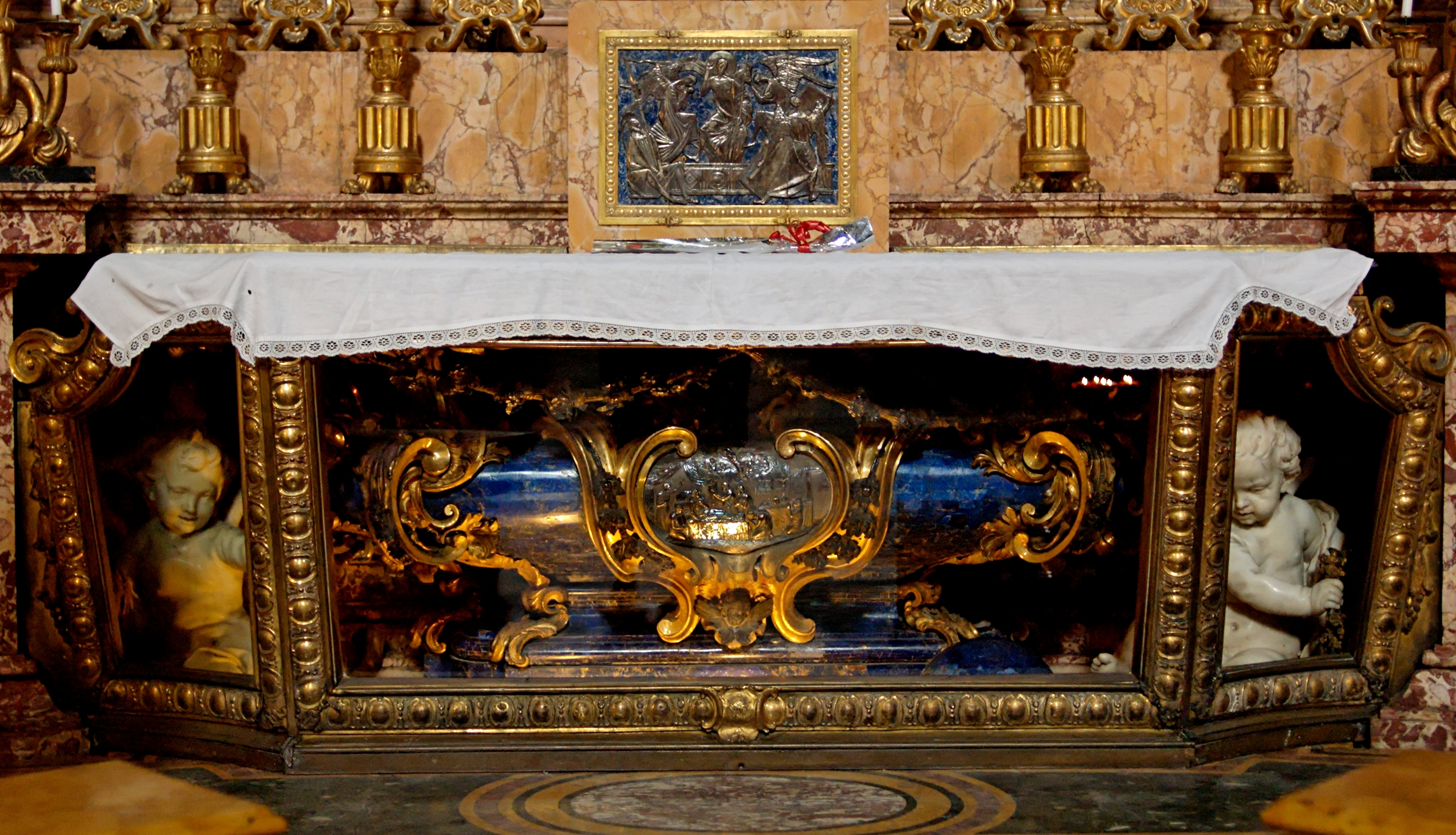
Châsse en lapis-lazuli de saint Louis de Gonzague, église Saint-Ignace-de-Loyola, Rome.

### Béatification en 1604
Louis de Gonzague est béatifié le 12 mai 1604, lors d'un synode à Mantoue, par le pape Clément VIII.

### Dévotion familiale à Monaco dès 1616
Sa dévotion se répand rapidement, par exemple à Monaco, où Ippolita Trivulzio, fille de Catherine de Gonzague, cousine germaine du bienheureux, épouse le prince Honoré II en 1616. La célébration solennelle du bienheureux en principauté est accordée par l’évêque de Nice, Mgr Marenco, et un oratoire privé lui est dédié au Palais.

### Canonisation en 1726
Louis de Gonzague est canonisé le 26 avril 1726 par Benoît XIII. Liturgiquement, saint Louis de Gonzague est commémoré le 21 juin. Il est le saint patron de la jeunesse catholique. En 1991, le pape Jean-Paul II le déclare également saint patron des personnes atteintes du sida.

### Année jubilaire aloysienne
Des années jubilaires aloysiennes sont régulièrement organisées. Ainsi, du 21 juin 1926 jusqu'au 21 juin 1927, l'année aloysienne décrétée par le Pape Pie XI est organisée au Québec et permet de promouvoir la dévotion des six dimanches au Canada, afin d'encourager la communion fréquente, selon le désir exprimé depuis le Pape Pie X.
En 2019, à l'occasion du 450e anniversaire de sa naissance, un jubilé aloysien a été célébré à l'initiative de la Compagnie de Jésus.

## Dévotions

### Pèlerinage à la chambre de Louis de Gonzague au Collège romain
La chambre de Louis de Gonzague lors de ses études au Collège romain a été transformée en chapelle et peut être visitée, à partir de la sacristie de l'église Saint-Ignace-de-Loyola, à Rome. La messe y est célébrée par des pèlerins.

### Dévotion des six dimanches en Allemagne
Les livres de dévotion en allemand consacrés à ce sujet témoignent qu'il existait une dévotion appelée les six dimanches aloysiens où les enfants et les adolescents recevaient la sainte communion six dimanches consécutifs, à une époque où la communion fréquente n'était pas aussi courante, dans l'intention d'obtenir la grâce de la pureté de Dieu.

### Patronage
De nombreux lieux et institutions ont choisi Louis de Gonzague comme saint patron:
- À Bruxelles  (Belgique), l'Université Saint-Louis - Bruxelles (depuis 2023 Université catholique de Louvain - site Saint-Louis - Bruxelles), fondée en 1858;
- À Saint-Pierre (Martinique), le séminaire-collège Saint-Louis-de-Gonzague, fondé en 1844 et détruit par une éruption volcanique en 1902 ;
- À Perpignan, l'institution Saint-Louis-de-Gonzague, fondée en 1865 ;
- À Strasbourg, l'église Saint-Aloyse, consacrée en 1887 ;
- À Liège, le collège Saint-Louis, fondé en 1892 ;
- À Paris, le lycée Saint-Louis-de-Gonzague, établissement jésuite fondé en 1894 ;
- À Rome, l'église San Luigi Gonzaga, érigée en 1929 ;
- À Saulcy-sur-Meurthe, le séminaire diocésain Saint-Louis-de-Gonzague, construit en 1932 et incendié avec le village en 1944 par les troupes allemandes en déroute ;
- Au Québec, la municipalité de paroisse Saint-Louis-de-Gonzague-du-Cap-Tourmente ;
- Au Québec également, la municipalité de paroisse de Saint-Louis-de-Gonzague;
- À La Porta (Corse), la chapelle funéraire Saint Louis de Gonzague, reprise à l'inventaire supplémentaire des monuments historiques ;
- À Saint-Mathurin-sur-Loire, l'école primaire Saint-Louis-de-Gonzague, fondée en 1979.

## Iconographie

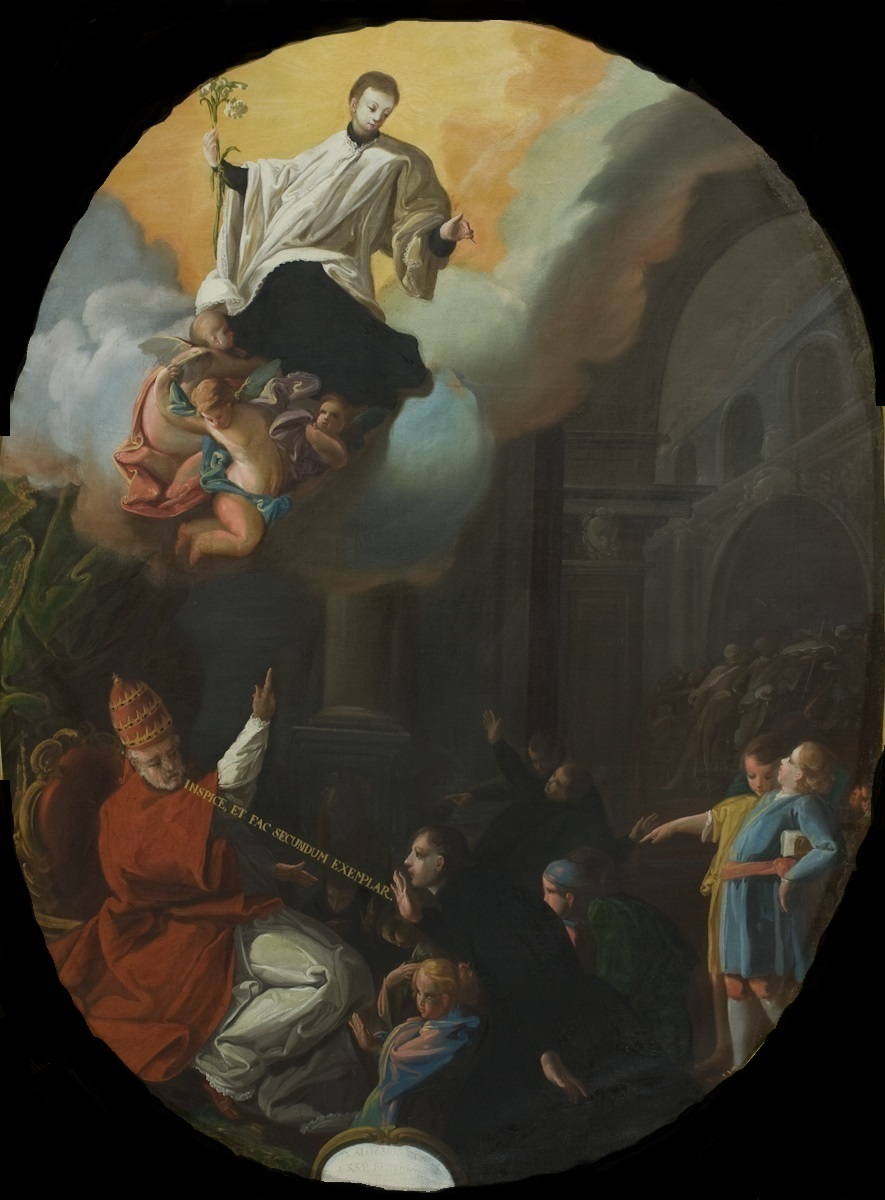
Consécration de saint Louis de Gonzague comme patron de la jeunesse, Francisco de Goya, 1763.
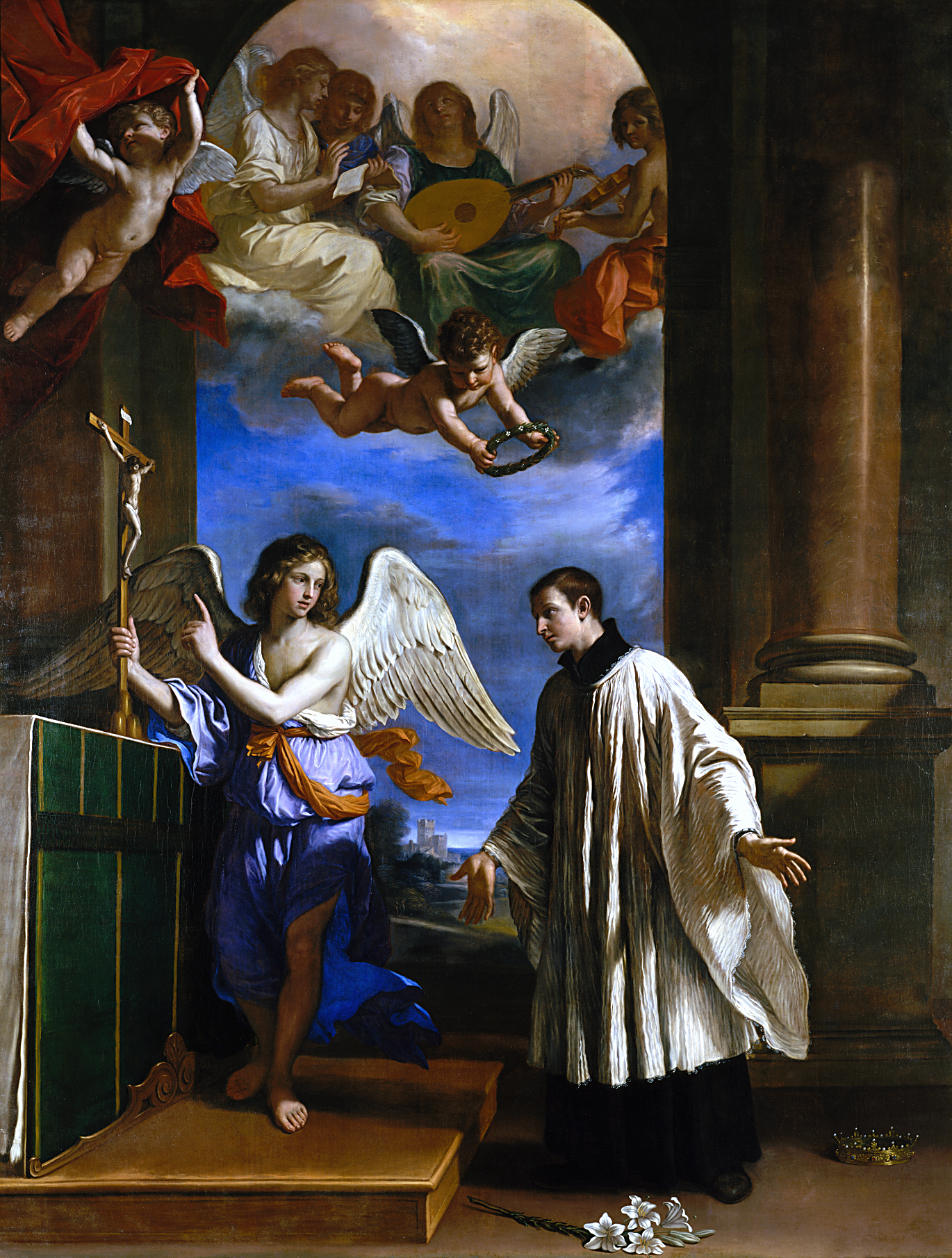
Vocation de Saint Aloysius Gonzaga par Guercino.
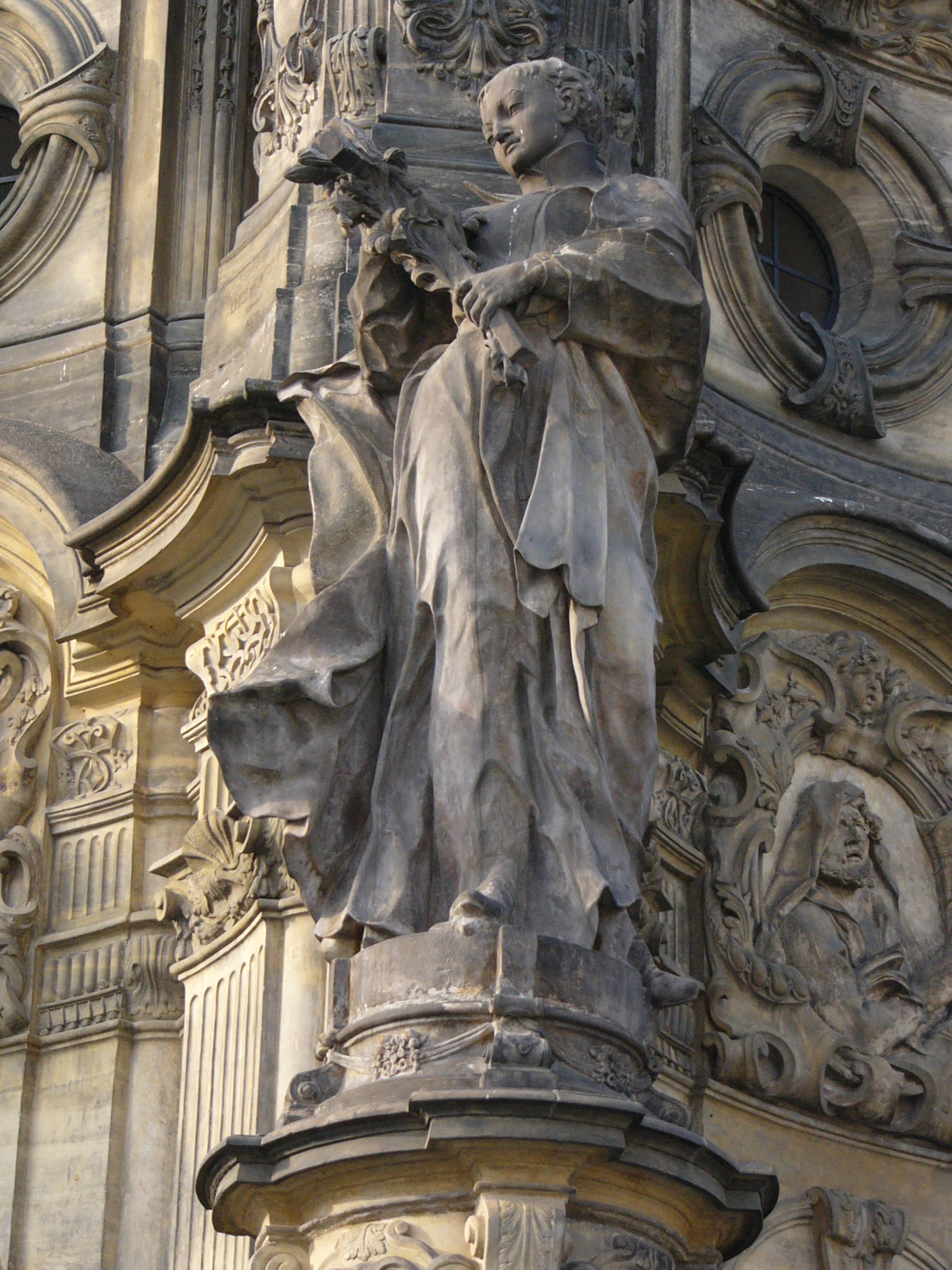
Statue de saint Louis Gonzague - Colonne de la Sainte-Trinité à Olomouc (CZ).
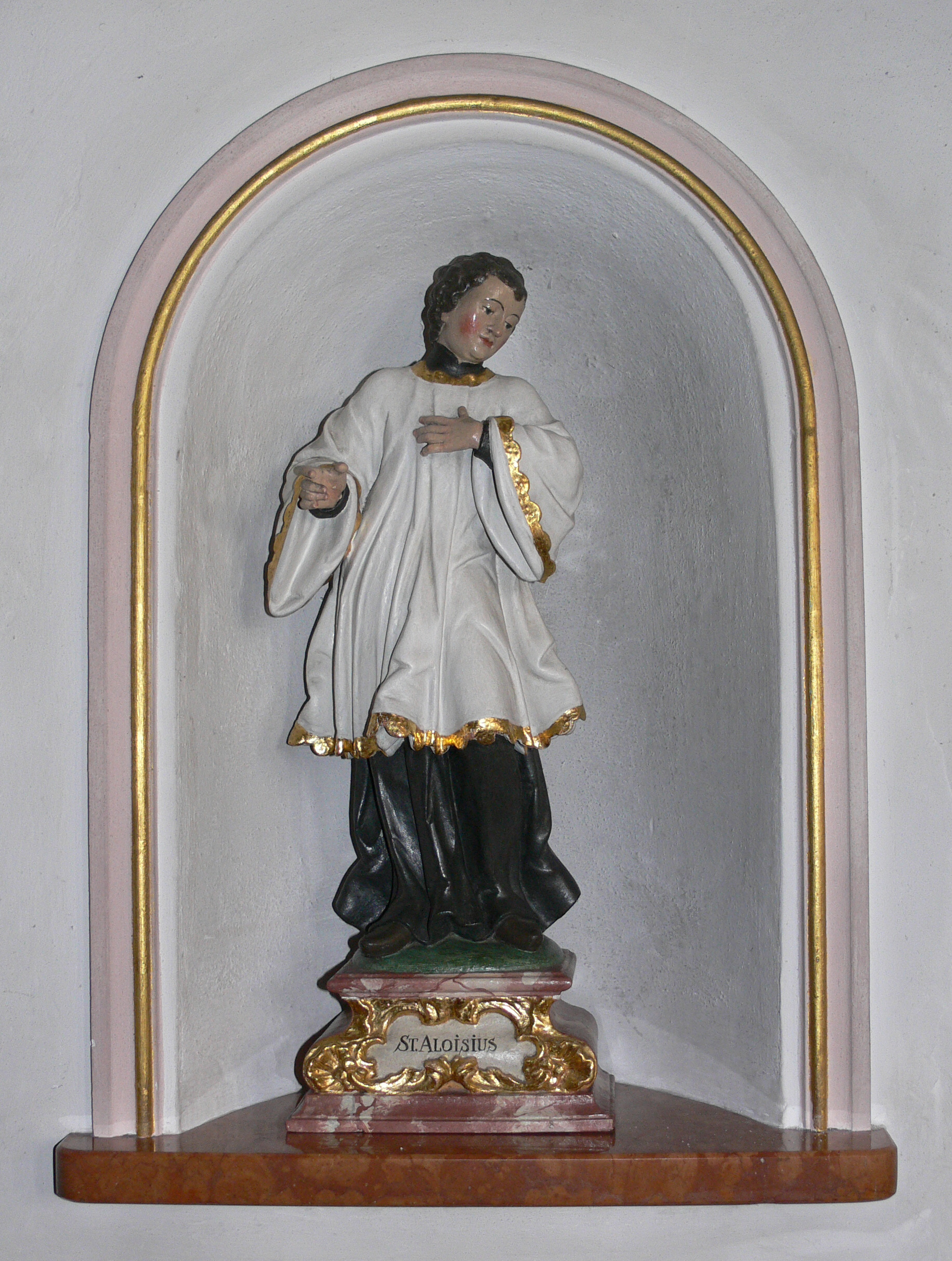
Statue de saint Louis - Église paroissiale d'Horgenzell (Bade-Wurtemberg, RFA).
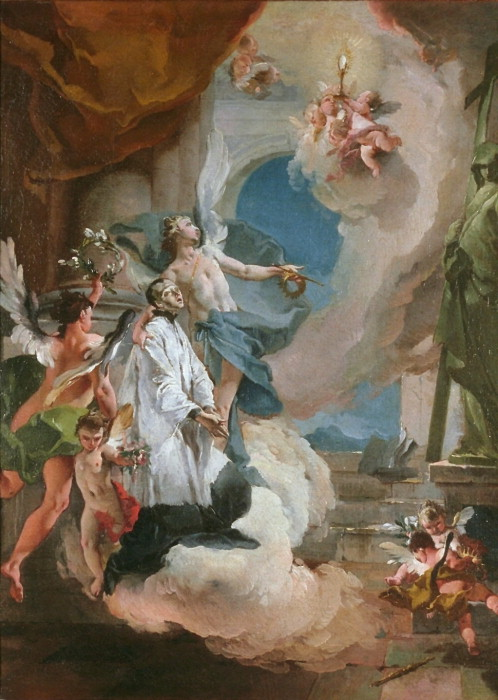
Saint Louis Gonzague en gloire par Giovanni Battista Tiepolo.
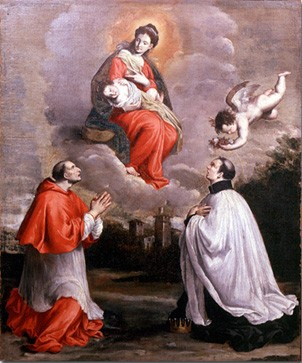
Charles Borromée (à gauche) et Louis de Gonzague priant la Vierge Marie, Agostino Bonisoli (1695), Musée de Mantoue.
Saint Louis de Gonzague adorant le crucifix - Collection Motais de Narbonne